# Golden (Kylie-Minogue-Album)
Golden ist das 14. Studioalbum der australischen Popsängerin Kylie Minogue. Es erschien am 6. April 2018 über Darenote und BMG Rights Management.

## Hintergrund
Das Album wurde von Minogue selbst und weiteren Produzenten wie Ash Howes, Richard Stannard, Sky Adams, Alex Smith und Mark Taylor produziert, Minogue ist bei allen Liedern auch als Autor tätig. Das Album wurde zum Großteil in Nashville, Tennessee aufgenommen, weitere Studioorte waren London und Los Angeles.
Golden ist musikalisch ein Pop-Album, das stark von Country-Musik und Dance-Pop beeinflusst wird. Beschrieben von Minogue als eine ihrer persönlichsten Bemühungen, die Liedtexte enthalten ein Themenspektrum einschließlich gescheiterter Beziehungen, Flucht, Familie und Freiheit. Nach seiner Veröffentlichung erhielt das Album allgemein positive Bewertungen von Musikkritikern, von denen viele Minogues Ehrlichkeit und Persönlichkeit durch ihre Fähigkeiten im Songwriting gelobt haben. Jedoch war die Kritiker geteilt von der Komposition und Minogues Experimentieren mit Country-Musik. Das Album erreichte die Top 20 in mehreren Ländern und erreichte den ersten Platz in Australien und Großbritannien.

## Titelliste
| Nr.          | Titel                                            | Autor(en)                                         | Produzent(en)          | Länge |
| ------------ | ------------------------------------------------ | ------------------------------------------------- | ---------------------- | ----- |
| 1.           | Dancing                                          | Kylie Minogue, Nathan Chapman, Steve McEwan       | Sky Adams              | 2:58  |
| 2.           | Stop Me from Falling                             | Minogue, Adams, McEwan, Danny Shah                | Adams                  | 3:01  |
| 3.           | Golden                                           | Minogue, Lindsay Rimes, Liz Rose, McEwan          | Rimes                  | 3:07  |
| 4.           | A Lifetime to Repair                             | Minogue, Adams, Shah, Kiris Houston               | Adams                  | 3:19  |
| 5.           | Sincerely Yours                                  | Minogue, Jesse Frasure, Amy Wadge                 | Frasure                | 3:28  |
| 6.           | One Last Kiss                                    | Minogue, Ash Howes, Richard Stannard, Seton Daunt | Howes, Stannard        | 3:41  |
| 7.           | Live a Little                                    | Minogue, Adams, Shah                              | Adams                  | 3:07  |
| 8.           | Shelby '68                                       | Minogue, Howes, Stannard, Daunt                   | Howes, Stannard, Daunt | 3:35  |
| 9.           | Radio On                                         | Minogue, Wadge, Jonathan Green                    | Green                  | 3:42  |
| 10.          | Love                                             | Minogue, Adams, McEwan                            | Adams                  | 2:52  |
| 11.          | Raining Glitter                                  | Minogue, Alex Smith, Mark Taylor, Francis White   | Smith, Taylor, White   | 3:33  |
| 12.          | Music’s Too Sad Without You (mit Jack Savoretti) | Minogue, Savoretti, Samuel Dixon                  | Dixon                  | 4:09  |
| Gesamtlänge: | Gesamtlänge:                                     | Gesamtlänge:                                      | Gesamtlänge:           | 40:33 |

| Nr.          | Titel                   | Autor(en)                                | Produzent(en)          | Länge |
| ------------ | ----------------------- | ---------------------------------------- | ---------------------- | ----- |
| 13.          | Lost Without You        | Kylie Minogue, Jonathan Green            | Green, Charlie Russell | 4:04  |
| 14.          | Every Little Part of Me | Minogue, Amy Wadge, Sky Adams            | Adams                  | 2:58  |
| 15.          | Rollin’                 | Minogue, Wadge, Adams                    | Adams                  | 3:32  |
| 16.          | Low Blow                | Minogue, Danny Shah, Adams, Steve McEwan | Adams                  | 2:56  |
| Gesamtlänge: | Gesamtlänge:            | Gesamtlänge:                             | Gesamtlänge:           | 54:03 |

| Nr.          | Titel                                                | Autor(en)                                          | Produzent(en) | Länge |
| ------------ | ---------------------------------------------------- | -------------------------------------------------- | ------------- | ----- |
| 17.          | Stop Me from Falling [Remix featuring Gente de Zona] | Kylie Minogue, Sky Adams, Steve McEwan, Danny Shah | Adams         | 3:01  |
| Gesamtlänge: | Gesamtlänge:                                         | Gesamtlänge:                                       | Gesamtlänge:  | 57:04 |

## Kommerzieller Erfolg

### Chartplatzierungen
| ChartsChartplatzierungen       | Höchstplatzierung | Wochen |
| ------------------------------ | ----------------- | ------ |
| Australien (ARIA)              | 1 (6 Wo.)         | 6      |
| Deutschland (GfK)              | 3 (6 Wo.)         | 6      |
| Österreich (Ö3)                | 5 (3 Wo.)         | 3      |
| Schweiz (IFPI)                 | 4 (6 Wo.)         | 6      |
| Vereinigte Staaten (Billboard) | 64 (1 Wo.)        | 1      |
| Vereinigtes Königreich (OCC)   | 1 (27 Wo.)        | 27     |

| ChartsJahrescharts (2018)    | Platzierung |
| ---------------------------- | ----------- |
| Australien (ARIA)            | 71          |
| Vereinigtes Königreich (OCC) | 33          |

### Auszeichnungen für Musikverkäufe
| Land/Region                  | Auszeichnungen für Musikverkäufe (Land/Region, Auszeichnung, Verkäufe) | Verkäufe |
| ---------------------------- | ---------------------------------------------------------------------- | -------- |
| Vereinigtes Königreich (BPI) | Gold                                                                   | 100.000  |
| Insgesamt                    | 1× Gold ·                                                              | 100.000  |

Hauptartikel: Kylie Minogue/Auszeichnungen für Musikverkäufe